# Europeiskt mästerskap för kuskar
Europeiskt mästerskap för kuskar, på engelska European Driving Championship, ibland kallat Kusk-EM, är ett mästerskap inom travsport där tolv kuskar från olika europeiska länder deltar. Varje mästerskap arrangeras av olika länder, och travloppen körs sedan på en eller flera travbanor i landet. Mästerskapet har körts sedan 1969, och vartannat år sedan 1992, för att inte krocka med World Driving Championship. Svensken Jim Frick segrade i mästerskapet 1987, och är den ende svensk som lyckats med den bedriften.

## Upplägg och genomförande
Tolv kuskar från nationer som är medlemmar i Europeiska travunionen tävlar i flera travlopp under ett mästerskap.
Hästarna som körs delas in i två grupper, A och B. Grupp A består av hästar som anses vara bättre, och grupp B består av hästar av hästar som inte är lika bra. Varje kusk kommer att köra lika många hästar från båda grupperna.

### Poängräkning
Poängen för mästerskapet delas ut efter målgång i varje lopp. Den kusk som sedan fått flest poäng i mästerskapet vinner.
| Plac. | 1  | 2  | 3  | 4 | 5 | 6 | 7 | 8 | 9 | 10 | 11 | 12 |
| Poäng | 19 | 14 | 11 | 9 | 8 | 7 | 6 | 5 | 4 | 3  | 2  | 1  |

## Segrare
Källa:
| År   | Värdland           | Segrare                                               | Nationalitet                                          | Tvåa                                                  | Trea                                                  | Svensk representant                                   | Ref.          |
| ---- | ------------------ | ----------------------------------------------------- | ----------------------------------------------------- | ----------------------------------------------------- | ----------------------------------------------------- | ----------------------------------------------------- | ------------- |
| 2022 | Belgien            | Alessandro Gocciadoro                                 | Italien                                               | Rodney Gatt                                           | David Bekaert                                         | Ulf Ohlsson (7:a)                                     | [ 5 ]         |
| 2020 | Belgien            | Inställt på grund av den rådande coronaviruspandemin. | Inställt på grund av den rådande coronaviruspandemin. | Inställt på grund av den rådande coronaviruspandemin. | Inställt på grund av den rådande coronaviruspandemin. | Inställt på grund av den rådande coronaviruspandemin. | [ 6 ]         |
| 2018 | Sverige Norge      | Franck Nivard                                         | Frankrike                                             | Rick Ebbinge                                          | Eirik Höitomt                                         | Ulf Ohlsson (11:a)                                    | [ 7 ]         |
| 2016 | Tyskland           | Mika Forss                                            | Finland                                               | Björn Goop                                            | Rick Ebbinge                                          | Björn Goop (2:a)                                      | [ 8 ]         |
| 2014 | Sverige            | Knud Mönster                                          | Danmark                                               | Tony le Beller                                        | Björn Goop                                            | Björn Goop (3:a)                                      | [ 9 ]         |
| 2012 | Tyskland           | Enrico Bellei                                         | Italien                                               | Björn Goop                                            | Gerhard Mayer                                         | Björn Goop (2:a)                                      | [ 10 ]        |
| 2010 | Italien            | Enrico Bellei                                         | Italien                                               | Michael Nimczyk                                       | Björn Goop                                            | Björn Goop (3:a)                                      | [ 11 ]        |
| 2008 | Sverige Danmark    | Roland Hülskath                                       | Tyskland                                              | Birger Jörgensen                                      | Eirik Höitomt                                         | Björn Goop (4:a)                                      | [ 12 ]        |
| 2006 | Tyskland           | Christophe Martens                                    | Belgien                                               | Hugo Langeweg                                         | Vejko Tamjarv                                         | Björn Goop                                            | [ 13 ] [ 14 ] |
| 2004 |                    | Juan Antonio Riera-Rossello                           | Spanien                                               |                                                       |                                                       |                                                       |               |
| 2002 | Tyskland Österrike | Hugo Langeweg                                         | Nederländerna                                         |                                                       |                                                       | Erik Adielsson                                        | [ 15 ]        |
| 2000 |                    | Manfred Swiener                                       | Tyskland                                              |                                                       |                                                       |                                                       |               |
| 1998 |                    | Jorma Kontio                                          | Finland                                               |                                                       |                                                       |                                                       |               |
| 1996 |                    | Gunnar Eggen                                          | Norge                                                 |                                                       |                                                       |                                                       |               |
| 1995 |                    | Juan Antonio Riera-Rossello                           | Spanien                                               |                                                       |                                                       |                                                       |               |
| 1994 |                    | Jean-Claude Hallais                                   | Frankrike                                             |                                                       |                                                       |                                                       |               |
| 1992 |                    | Hugo Langeweg                                         | Nederländerna                                         |                                                       |                                                       |                                                       |               |
| 1991 |                    | Gérad Vergaerde                                       | Belgien                                               |                                                       |                                                       |                                                       |               |
| 1990 |                    | Pietro Gubellini                                      | Italien                                               |                                                       |                                                       |                                                       |               |
| 1989 |                    | Birger Jörgensen                                      | Danmark                                               |                                                       |                                                       |                                                       |               |
| 1988 |                    | Heinz Wewering                                        | Västtyskland                                          |                                                       |                                                       |                                                       |               |
| 1987 |                    | Jim Frick                                             | Sverige                                               |                                                       |                                                       |                                                       |               |
| 1986 |                    | Ulf Thoresen                                          | Norge                                                 |                                                       |                                                       |                                                       |               |
| 1985 |                    | Jorma Kontio                                          | Finland                                               | Gunnar Eggen                                          |                                                       |                                                       |               |
| 1984 |                    | Heinz Wewering                                        | Västtyskland                                          |                                                       |                                                       |                                                       |               |
| 1982 |                    | Pekka Korpi                                           | Finland                                               |                                                       |                                                       |                                                       |               |
| 1981 | Österrike          | Pekka Korpi                                           | Finland                                               | Gunnar Eggen                                          | Rolf Dautzenberg                                      |                                                       |               |
| 1980 |                    | Pekka Korpi                                           | Finland                                               |                                                       |                                                       |                                                       |               |
| 1979 |                    | Heinz Wewering                                        | Västtyskland                                          |                                                       |                                                       |                                                       |               |
| 1978 |                    | Heinz Wewering                                        | Västtyskland                                          |                                                       |                                                       |                                                       |               |
| 1977 |                    | Jan Wagenaar                                          | Nederländerna                                         |                                                       |                                                       |                                                       |               |
| 1976 |                    | Rolf Dautzenberg                                      | Västtyskland                                          |                                                       |                                                       |                                                       |               |
| 1975 |                    | Horst Bandemer                                        | Västtyskland                                          |                                                       |                                                       |                                                       |               |
| 1974 |                    | Adolf Ubleis                                          | Österrike                                             |                                                       |                                                       |                                                       |               |
| 1973 |                    | Ulf Thoresen                                          | Norge                                                 |                                                       |                                                       |                                                       |               |
| 1972 |                    | Gilbert Martens                                       | Belgien                                               |                                                       |                                                       |                                                       |               |
| 1971 |                    | Adolf Ubleis                                          | Österrike                                             | Karsten Buer                                          |                                                       |                                                       |               |
| 1970 |                    | Eddy Freundt                                          | Västtyskland                                          |                                                       |                                                       |                                                       |               |
| 1969 | Tyskland           | Karsten Buer                                          | Norge                                                 |                                                       |                                                       |                                                       |               |